# Vosges
Vosges (oznaka 88) je francoski departma, imenovan po hribovju Vogezov, ki zavzemajo njegov dobršen del. Nahaja se v regiji Loreni.

## Zgodovina
Departma je bil ustanovljen v času francoske revolucije
4. marca 1790 iz delov ozemlja nekdanje pokrajine Lorene. Leta 1793 je bila vanj vključena do tedaj neodvisna Salmska kneževina (kraj Senones in okolica), dve leti kasneje pa še ozemlje Schirmeck, ki je bilo izločeno iz alzaškega departmaja Bas-Rhin.
Leta 1794 je bilo ozemlje prizorišče bitke med francosko revolucionarno vojsko in zavezniško vojsko Prusov, Avstrijcev in Sasov.
Po francoskem porazu v vojni proti Prusom (1870-71) je bil s Frankfurtskim mirovnim sporazumom del departmaja (kanton Shirmeck, severni del kantona Saales) vključen v Nemško cesarstvo. Po prvi svetovni vojni je z Versajsko mirovno pogodbo ozemlje Alzacije in Lorene ponovno postalo francosko, vendar pa sta kantona Shirmeck in Saales pristala v obnovljenem departmaju Bas-Rhin.

## Geografija
Vosges (Vogezi) ležijo v južni Loreni. Na severu mejijo na departmaja Meuse in Meurthe-et-Moselle, na vzhodu na alzaška Bas-Rhin in Haut-Rhin, na jugu na departmaja regije Franche-Comté ozemlje Belfort in Haute-Saône, na zahodu pa mejijo na Haute-Marne, departma regije Šampanja-Ardeni.